# Bonäset, Örnsköldsviks kommun
Bonäset, även kallat Bonässund, ligger i Örnsköldsviks kommun, i gamla Arnäs landskommun, i Västernorrlands län. Orten ligger på 5 kilometers avstånd från Örnsköldsviks centrum, invid Bonässundet som står i förbindelse med Havsfjärden. Närmaste ort västerut är Järved och småorten Bodum österut. Domsjö ligger på 4 kilometers avstånd på andra sidan vattnet. Grannorten Vårby återfinns på 1 kilometers avstånd på andra sidan vattnet det också. Villor, bostadsrättslägenheter och fritidshus finns i området samt en skola med högstadium. 
Jerfeds Mekaniska Verkstads Aktiebolag startades på andra sidan sundet 1879, och köpte 1903 in Bonässunds slip där man byggde om ångfartyg. Slipen var på sin tid Norrlands största. Det var också vinterhamn för fyrskeppen Sydostbrotten (nr: 33) och Östra Kvarken (nr: 15) där skeppen fick service inför kommande säsong. Senare byggdes även motorbåtar där. 
Från 1960 till 1980 räknade Statistiska centralbyrån området som en egen tätort med namnet Bonäset. 1980 hade området växt samman med Örnsköldsviks tätort.
2023 uppgick folkmängden till ca 1 687 personer fördelat på 623 hushåll.

## Befolkningsutveckling
| Befolkningsutvecklingen i Bonäset 1960–1975 | Befolkningsutvecklingen i Bonäset 1960–1975 | Befolkningsutvecklingen i Bonäset 1960–1975 | Befolkningsutvecklingen i Bonäset 1960–1975 | Befolkningsutvecklingen i Bonäset 1960–1975 |
| ------------------------------------------- | ------------------------------------------- | ------------------------------------------- | ------------------------------------------- | ------------------------------------------- |
|                                             |                                             |                                             |                                             |                                             |
| År                                          |                                             |                                             | Folkmängd                                   | Areal (ha)                                  |
| 1960                                        | 1960                                        |                                             | 466                                         | 47                                          |
| 1965                                        | 1965                                        |                                             | 466                                         | 51                                          |
| 1970                                        | 1970                                        |                                             | 495                                         | 53                                          |
| 1975                                        | 1975                                        |                                             | 708                                         | 90                                          |
| Anm.: Sammanvuxen med Örnsköldsvik 1980     |                                             |                                             |                                             |                                             |